# Édouard Mortier
Adolphe Édouard Casimir Joseph Mortier, Công tước xứ Trévise (13 tháng 2 năm 1768 – 28 tháng 7 năm 1835) là một thống chế dưới thời Napoleon I. Ông là một trong 18 người bị ám sát bởi Giuseppe Marco Fieschi trong vụ ám sát vua Louis Philippe I vào năm 1835.